# 大津亮介
大津 亮介（おおつ りょうすけ、1999年1月13日 - ）は、福岡県糟屋郡志免町出身のプロ野球選手（投手）。右投左打。福岡ソフトバンクホークス所属。

## 経歴

### プロ入り前
志免町立志免中央小学校4年生のときに志免ブラザーズで野球を始め、6年時はキャプテンを務め、主にショートを守っていた。志免町立志免中学校では硬式野球の宇美スターズに所属し、主にセカンドとショートを守っていた。
九州産業大学付属九州高校では2年春のセンバツに背番号13でベンチ入りしたが、チームは近江との1回戦に敗れ、出場機会は無かった。高校時代はセカンドとファーストをメインに、高校からは投手も始め、キャッチャー以外の全ポジションを守った。ただ、公式戦登板は2年時の1イニングのみであり、最速は139km/hであった。同期に岩田将貴がいる。
帝京大学に進学し、内野手と投手でセレクションを受けると、投手として合格した。2年秋からベンチ入りし、4年秋のリーグ戦では開幕投手を務めるなど、3試合の登板で1勝1敗・防御率1.42を記録。大学時代はリーグ戦通算15試合に登板。最速は147km/hであった。
日本製鉄鹿島では1年目から主力として活躍。2年目はチームの2大大会（都市対抗・日本選手権）出場に貢献した。
2022年10月20日に開催されたドラフト会議にて、福岡ソフトバンクホークスから2位指名を受けた。指名後に出場した日本選手権では、大和高田クラブとの初戦で2失点完投もチームは0-2で敗退した。社会人時代の最速は152km/h。
11月26日に契約金8000万円・年俸1200万円（金額はいずれも推定）で入団に合意し、12月5日にはBOSS E・ZO FUKUOKAで新入団選手発表会見が行われた。背番号は26。

### ソフトバンク時代
2023年は開幕を一軍で迎え、4月1日の千葉ロッテマリーンズ戦でプロ初登板を果たし、1イニングを三者凡退に抑えた。開幕当初はビハインド時の登板が多かったが、4月27日の東北楽天ゴールデンイーグルス戦でプロ初ホールドを記録すると、5月は7ホールドを挙げるなど、重要な場面での登板が増加。6月18日の阪神タイガース戦では0-0で迎えた6回裏、一死一・二塁のピンチを招いたスチュワートJr.をリリーフし、ミエセスを1球で三ゴロ併殺に仕留めると、直後にチームが先制して勝利したことで大津にプロ初勝利が記録された。7月25日に右手中指のマメの影響で出場選手登録を抹消されたが、8月22日に一軍復帰し、シーズン終了まで一軍に帯同。レギュラーシーズンでは46試合に登板して2勝0敗13ホールド・防御率2.43を記録し、ブルペンの主力の一人として活躍した。ロッテとのCSファーストステージ第3戦では、延長10回裏に津森宥紀が同点を許し、その後を受けて二死まで奪うも、そこから連打でサヨナラ負けを喫し、チームは敗退が決定。ベースカバーに入ったホーム付近でうずくまり、涙を流した。秋季練習では小久保裕紀新監督から先発転向を通達された。オフに1800万円増となる推定年俸3000万円で契約を更改した。
2024年は春季キャンプ終盤に体調不良があり、春先の実戦では満足のいく結果が出せていなかったが、3月14日の読売ジャイアンツとのオープン戦で6回3安打無四球8奪三振無失点と好投。評価を一気に高め、開幕ローテーション6番手争いに加わり、一時はスチュワートJr.が滑り込みで内定し、大津は開幕ローテーションから外れたものの、本拠地開幕戦に内定済みであった和田毅が開幕直前に先発回避となったことで大津が開幕ローテーションに入った。開幕6試合目のロッテ戦でプロ初先発となり、6回8安打無四死球5奪三振1失点という内容でシーズン初勝利を挙げた。その後は先発ローテーションの一角を担ったが、身体のケアや食事など疲労回復に試行錯誤しており、初めて中6日で先発登板したのは5月25日のロッテ戦。さらには登板間隔を空けるための登録抹消が2度あったなど、コンディションを配慮された起用法ながら、7月7日終了時点で11試合に先発登板し、6勝4敗・防御率2.51を記録すると、翌8日に監督推薦で自身初のオールスターに選出され、球宴第2戦に2番手で登板した。レギュラーシーズンでは、7月以降は6先発で0勝4敗・防御率4.89と精彩を欠き、8月15日に出場選手登録を抹消された。約1か月の二軍調整を経て、シーズン終盤は3試合に先発。この年は19試合の先発登板で7勝7敗・防御率2.87を記録し、チーム4年ぶりのリーグ優勝に貢献した。ポストシーズンでは、横浜DeNAベイスターズとの日本シリーズ第3戦で同点の5回表からリリーフ登板となったが、先頭の桑原将志に勝ち越しソロ本塁打を被弾。その後も無死満塁のピンチを招き、犠飛を許して降板し、1/3回を2失点で敗戦投手となった。12月19日、2500万円増となる推定年俸5500万円で契約を更改した。

## 選手としての特徴
| 球種           | 配分 % | 平均球速 km/h | 被打率 |
| -------------- | ------ | ------------- | ------ |
| ストレート     | 29.2   | 147.1         | .208   |
| チェンジアップ | 22.2   | 123.5         | .206   |
| ワンシーム     | 14.1   | 140.2         | .172   |
| スライダー     | 13.9   | 129.7         | .298   |
| カットボール   | 13.1   | 141.6         | .274   |
| カーブ         | 04.7   | 106.6         | .350   |
| フォーク       | 02.9   | 135.6         | .200   |

ルーキーイヤーの2023年のNPB投手では最軽量となる体重63kg（身長175cm）と細身ながらも、ストレートの最速は153km/hを計測。ワンシーム・スライダー・カットボール・カーブ・フォーク・チェンジアップと多彩な変化球を操る。

## 人物
2023年4月に一般女性と結婚。帝京大卒業後に帰省した際に知り合い、日本製鉄鹿島での2年間は遠距離恋愛であったが、社会人時代（プロ入り前）にプロポーズしたという。2023年10月には第1子となる長男が誕生している。
九州産業大学付属九州高等学校時代の同級生に、サッカー選手の冨安健洋がいる。また俳優の兵頭功海とも学生時代から親交がある。

## 詳細情報

### 年度別投手成績
| 年 度     | 球 団        | 登 板 | 先 発 | 完 投 | 完 封 | 無 四 球 | 勝 利 | 敗 戦 | セ 丨 ブ | ホ 丨 ル ド | 勝 率 | 打 者 | 投 球 回 | 被 安 打 | 被 本 塁 打 | 与 四 球 | 敬 遠 | 与 死 球 | 奪 三 振 | 暴 投 | ボ 丨 ク | 失 点 | 自 責 点 | 防 御 率 | W H I P |
| --------- | ------------ | ----- | ----- | ----- | ----- | -------- | ----- | ----- | -------- | ----------- | ----- | ----- | -------- | -------- | ----------- | -------- | ----- | -------- | -------- | ----- | -------- | ----- | -------- | -------- | ------- |
| 2023      | ソフトバンク | 46    | 0     | 0     | 0     | 0        | 2     | 0     | 0        | 13          | 1.000 | 164   | 40.2     | 34       | 5           | 11       | 1     | 2        | 21       | 1     | 0        | 14    | 11       | 2.43     | 1.11    |
| 2024      | ソフトバンク | 19    | 19    | 0     | 0     | 0        | 7     | 7     | 0        | 0           | .500  | 470   | 119.1    | 101      | 11          | 22       | 1     | 1        | 97       | 1     | 1        | 38    | 38       | 2.87     | 1.03    |
| 通算：2年 | 通算：2年    | 65    | 19    | 0     | 0     | 0        | 9     | 7     | 0        | 13          | .563  | 634   | 160.0    | 135      | 16          | 33       | 2     | 3        | 118      | 2     | 1        | 52    | 49       | 2.76     | 1.05    |

- 2024年度シーズン終了時

### 年度別守備成績
| 年 度 | 球 団        | 投手  | 投手  | 投手  | 投手  | 投手  | 投手     |
| 年 度 | 球 団        | 試 合 | 刺 殺 | 補 殺 | 失 策 | 併 殺 | 守 備 率 |
| ----- | ------------ | ----- | ----- | ----- | ----- | ----- | -------- |
| 2023  | ソフトバンク | 46    | 2     | 6     | 0     | 0     | 1.000    |
| 2024  | ソフトバンク | 19    | 5     | 14    | 0     | 1     | 1.000    |
| 通算  | 通算         | 65    | 7     | 20    | 0     | 1     | 1.000    |

- 2024年度シーズン終了時

### 記録
初記録
- 初登板：2023年4月1日、対千葉ロッテマリーンズ2回戦（福岡PayPayドーム）9回表に4番手で救援登板・完了、1回無失点[15]
- 初奪三振：同上、9回表に山口航輝から空振り三振[15]
- 初ホールド：2023年4月27日、対東北楽天ゴールデンイーグルス4回戦（福岡PayPayドーム）、7回表二死に3番手で救援登板、1/3回無失点[17]
- 初勝利：2023年6月18日、対阪神タイガース3回戦（阪神甲子園球場）6回裏一死に2番手で救援登板、2/3回無失点[19]
- 初先発・初先発勝利：2024年4月4日、対千葉ロッテマリーンズ3回戦（福岡PayPayドーム）、6回1失点5奪三振[37]

その他の記録
- オールスターゲーム出場：1回（2024年）
- 1球勝利投手：2023年6月18日、対阪神タイガース3回戦（阪神甲子園球場）6回裏一死に2番手で救援登板、ヨハン・ミエセスを三併打 ※史上47人目48度目、1球勝利がプロ初勝利は史上8人目[19]

### 背番号
- 26（2023年[13] - ）

### 登場曲
- 「Talking Box」WurtS（2023年）[65]